# ブロークバック・マウンテン
『ブロークバック・マウンテン』（Brokeback Mountain）は、2005年のアメリカ合衆国の恋愛映画。監督はアン・リー、出演はヒース・レジャー、ジェイク・ジレンホール、アン・ハサウェイ、ミシェル・ウィリアムズなど。
原作はE・アニー・プルーの同名の短編小説。アメリカ中西部を主な舞台として、1963年から1983年までの20年間にわたる、惹かれ合う2人の男性の姿を描く。
公開当初は「ゲイ・カウボーイ・ムービー」と評されたりもしたが、監督のアン・リー自身この映画を「普遍的なラブストーリー」と強調しているように、そのテーマが観客に広く受け入れられ、低予算で作られたにもかかわらず、アメリカ国内外で記録的な評価と興行収入をもたらした。
2005年のヴェネツィア国際映画祭で金獅子賞を受賞。ゴールデングローブ賞では、作品賞（ドラマ部門）、監督賞、脚本賞、主題歌賞の4部門を受賞。
2006年のアカデミー賞においては、作品賞を含む同年作品中最多の8部門にノミネートされたが、作品賞は『クラッシュ』が受賞。監督賞、脚色賞、作曲賞の3部門にとどまった。

## ストーリー
1963年夏、ワイオミング州のブロークバック・マウンテンの山中で羊の放牧を行う季節労働者として、牧場手伝いのイニスとロデオ乗りのジャックが雇われた。2人は過酷な労働を通して友情を深めていったが、ある夜、ジャックがイニスに誘いをかけ、2人は一線を越えてしまう。
労働契約の終了後、2人ははっきりと再会の約束をしないまま別れ、その年の秋にイニスは婚約者のアルマと結婚し、やがて2人の娘の父親になる。一方、ジャックは再会を期待して翌年もブロークバック・マウンテンでの仕事を求めるが、仕事を断られた上にイニスが来ていないことを知る。失意のジャックはテキサスに流れ着き、そこでロデオ・クイーンのラリーンと結婚。彼女の父親の会社で働くようになった。
4年後、ジャックがイニスの元を訪ね、2人は再会するが、アパートの陰で情熱的なキスを交わす様子をアルマに目撃されていた。イニスはアルマに気づかれたことを知らずに釣りと偽ってジャックと出かけ、数日間をかつてのように2人きりで過ごす。そこでジャックはイニスに、小さな牧場を持って一緒に暮らさないかと持ちかける。しかしイニスは、彼が少年時代に目撃した、ゲイ差別主義者たちによる同性愛者の虐殺の様子を語り、拒絶する。また、彼は自分の家族を捨てるつもりはなかった。
それから彼らは年に数度、人里はなれた山中で逢瀬を楽しむようになった。ジャックは順調に家庭で地位を築いていったが、イニスは溝が深まっていた妻と離婚し、惨めな生活を送っていた。
ある時ジャックが養育費の支払いのために忙しくなかなか会えないイニスを非難し、2人の間で口論が起きる。イニスはジャックとの関係が人生を狂わせたと言って苦悩を明かす。ジャックはイニスを抱きしめようとする。2人はしばし掴み合うが、最後にはしっかりと抱きしめあった。
ある日、イニスがジャックに出した葉書が「DECEASED（受取人死亡）」のスタンプを押されて返送されてくる。イニスはラリーンに電話をかけ、ジャックが事故で死んだことを知るが、ラリーンから聞かされた痛ましい死の様子に、思わず彼が虐殺される様子を想像してしまう。そして、ジャックが遺灰をブロークバック・マウンテンに撒かれることを望んでいたことを知り、彼の両親に会いに行く。そこでイニスは、かつてブロークバック・マウンテンでなくしたと思っていた彼のシャツを見つける。イニスのシャツはジャックのシャツに包みこまれるように掛けられ、ジャックのシャツにも、ブロークバック・マウンテンでの喧嘩でついたと思われる血の染みがあった。イニスは2着のシャツを手に取って残り香を嗅ぎ静かに泣いた。
トレーラーハウスで1人暮らすイニスのもとに19歳になった娘アルマ・ジュニアが結婚の報告に訪れた。イニスは恋人と愛し合っているという娘を祝福し、彼女の結婚式に行くことを約束する。1人になったイニスは、クローゼットに飾っているブロークバック・マウンテンの絵葉書と彼の家から持ち帰った思い出のシャツを見つめ、永遠の愛を誓う。

## 登場人物 / キャスト
イニス・デル・マー（Ennis Del Mar）
演 - ヒース・レジャー、日本語吹替 - 森川智之
ブロークバック・マウンテンの農牧場で季節労働者として雇われ、ジャックと出逢う。子供のころ、父親が暴行を加えて死亡させたと思われるゲイ男性の悲惨な死体を見せられ、同性愛の関係に悲観的になっている。
ジャック・ツイスト（Jack Twist）
演 - ジェイク・ギレンホール、日本語吹替 - 東地宏樹
ロデオ好きのカウボーイ。ブロークバック・マウンテンの農牧場で季節労働者として雇われ、イニスと出会う。4年後に再会し、イニスと牧場を経営することを望む。
ラリーン・ニューサム（Lureen Newsome）
演 - アン・ハサウェイ、日本語吹替 - 甲斐田裕子
ロデオクイーン。ジャックの妻。父親は農耕機材販売会社を経営する金持ち。
アルマ・ビアーズ（Alma Beers）
演 - ミシェル・ウィリアムズ、日本語吹替 - 小林さやか
イニスの妻。イニスとジャックの関係を知り苦悩する。
ジョー・アギーレ（Joe Aguirre）
演 - ランディ・クエイド、日本語吹替 - 石田太郎
ブロークバック・マウンテンの農牧場主。
キャシー（Cassie）
演 - リンダ・カーデリーニ、日本語吹替 - 安藤麻吹
酒場のウェイトレス。離婚後のイニスの恋人。
ラショーン・マローン（LaShawn Malone）
演 - アンナ・ファリス、日本語吹替 - 小金沢篤子
テキサス州の牧場主任の妻。
アルマ・ジュニア（Alma Jr.）
演 - ケイト・マーラ、日本語吹替 - 恒松あゆみ
イニスとアルマの娘。

## 作品解説
原作、映画の舞台はワイオミング州だが、撮影はカナディアン・ロッキーで行われた。ちなみにブロークバック・マウンテンという山は存在しない。

## 公開
中華人民共和国では上映されなかった。

## 受賞歴

### 2005年度
- ニューヨーク映画批評家協会賞 - 作品賞・監督賞・主演男優賞（ヒース・レジャー）
- ナショナル・ボード・オブ・レビュー - 監督賞・助演男優賞（ジェイク・ジレンホール） ベストシネマ選出
- ロサンゼルス映画批評家協会賞 - 作品賞・監督賞
- ヴェネツィア国際映画祭 - 金獅子賞（グランプリ）
- フェニックス映画批評家協会賞 - 脚色賞・撮影賞　年間ベスト作品選出 主演男優賞（ヒース・レジャー）・助演男優賞（ジェイク・ジレンホール）・助演女優賞（ミシェル・ウィリアムズ）
- セントルイス映画批評家協会賞 - 作品賞・監督賞・脚本賞・主演男優賞（ヒース・レジャー）
- シカゴ映画批評家協会賞 - 撮影賞・作曲賞
- フロリダ映画批評家協会賞 - 作品賞・監督賞・脚本賞・撮影賞
- ユタ映画批評家協会賞 - 作品賞・監督賞
- ダラス・フォートワース映画批評家協会賞 - 作品賞・監督賞・脚本賞・撮影賞
- サウスイースタン映画批評家協会賞 - ベストワン映画賞・監督賞・脚本賞
- ラスヴェガス映画批評家協会シエラ賞 - 作品賞・監督賞・主演男優賞（ヒース・レジャー）・作曲賞
- サンフランシスコ映画批評家協会賞 - 作品賞・監督賞・主演男優賞（ヒース・レジャー）
- ゴールデン・サテライト賞 - 作品賞（ドラマ部門）・監督賞・オリジナル主題歌賞・編集賞
- ボストン映画批評家協会賞 - 作品賞・監督賞
- モーション・ピクチャー・クラブ - ディレクター・オブ・ザ・イヤー（アン・リー）、スター・オブ・トゥモロー（ミシェル・ウィリアムズ）
- パームスプリング映画祭 - デザート・パーム貢献賞（ジェイク・ジレンホール）
- サンタバーバラ国際映画祭 - ブレークスルー・パフォーマンス・オブ・ザ・イヤー賞（ヒース・レジャー）
- ハリウッド映画祭 - ブレークスルー賞（ジェイク・ジレンホール）・キャスティング・ディレクター・オブ・ザ・イヤー（アヴィ・カウフマン）
- アメリカン・フィルム・インスティチュート - 年間ベストテン作品
- アメリカ映画批評家選出賞 - 年間ベストテン作品
- ニューヨーク映画批評家オンライン - 年間ベストナイン作品
- トロント国際映画祭 《マスターズ》部門 - 正式上映作品

### 2006年度
- アカデミー賞 - 監督賞・脚色賞・オリジナル音楽賞 ≪ノミネート：作品賞・主演男優賞・助演男優賞・助演女優賞・撮影賞≫
- インディペンデント・スピリット賞 - 最優秀作品賞・最優秀監督賞
- 英国アカデミー賞 - 作品賞・監督賞・脚色賞・助演男優賞（ジェイク・ジレンホール）
- ロンドン映画批評家協会賞 - 最優秀作品賞・監督賞
- ゴールデングローブ賞 - 作品賞（ドラマ部門）・監督賞・脚本賞・オリジナル主題歌賞 ≪主要4部門受賞≫
- PAG（全米製作者協会）賞 - 最優秀作品賞
- 放送映画批評家協会賞 - 作品賞・監督賞・助演女優賞（ミシェル・ウィリアムズ）

## 評価
上述の通り、本作は数多くの賞を受賞し、様々なベストテンに選出されるなど多方面で高い評価を受けた。2018年には、アメリカ国立フィルム登録簿に登録されることが決定した。アメリカ国立フィルム登録簿には、それまでに775本の作品が登録されているが、本作はその中で一番新しい作品である（これまでは、2014年に登録されたジェームズ・ベニングのドキュメンタリー映画『13 Lakes』が一番新しい作品だった）。
Rotten Tomatoesによれば、247件の評論のうち高評価は88%にあたる217件で、平均点は10点満点中8.2点、批評家の一致した見解は「ヒース・レジャーとジェイク・ギレンホールによる感動的な演技のおかげで、美しく、壮大な西部劇である『ブロークバック・マウンテン』のラブストーリーは悲痛な普遍性を帯びている。」となっている。Metacriticによれば、41件の評論のうち、高評価は37件、賛否混在は4件、低評価はなく、平均点は100点満点中87点となっている。

## ランキング
アメリカの映画専門サイトMovieFoneが2008年5月に発表した「Sexiest Movie Couples of All Time（歴代映画のセクシーなカップル）」において、ヒース・レジャーの演じたイニスとジェイク・ジレンホールの演じたジャックのカップルが第13位にランクインした。

## 翻案
原作者のアニー・プルーがリブレットを書き、チャールズ・ウォリネンが作曲を担当してオペラ化され、2014年にマドリッドのテアトロ・レアルで初演された。

## その他
- 本作品の数多くのパロディー（ポルノも含む）がアメリカにて制作された[要出典]。